# Neivamyrmex asper
Neivamyrmex asper é uma espécie de formiga do gênero Neivamyrmex.